# Драгана Митровић
Драгана Митровић српски је универзитетски професор.

## Биографија
Дипломирала је на Факултету политичких наука Универзитета у Београду као студент генерације. Магистрирала је и докторирала на Економском факултету. Њена докторска теза била је Економско и политичко окружење Кине у 80-им годинама.
Редовни је професор на Факултету политичких наука. На факултету је основала и руководила Центром за студије Азије и Далеког истока.
Оснивач је и директор удружења Институт за азијске студије (ИАС) као и оснивач и главни уредник часописа Азијске свеске (ИАС).
Била је ангажована у својству саветника у амбасади СРЈ и потом СЦГ у Пекингу.
Предавала је по позиву на неколико факултета у иностранству.

## Одабрана дела
- From Budapest to Budapest – ’16+1′ Cooperation: A Serbian Point of View, in Tamas Matura (Ed) China and Central Europe: Success or Failure?. Dialog Campus. 2020. стр. 205—214. ISBN 978-963-531-335-8.. Budapest
- “16+1” Framework of Cooperation: Main Lessons from Six Years Experience, in: Gerd Kaminski (Ed.), Chinese Strategies in Politics, Foreign Policy, Security Policy and Law, Vienna 2019, pp. 141–165
- Six Years of ʼ16+1ʼFramework of Cooperation – in Between EU, Expectations and Limitations in: Challenges of Adjusting to a Changing Global Economy in the 21st Century. Bucharest: Romanian Academy; Chinese Academy of Social Sciences, (CASS); Beijing: The Institute of International and Public Affairs; Tongji University, Shanghai, 2019.
- “From Budapest to Budapest – ’16+1′ Framework of Cooperation: Achievements, Limitations and Prospects” in Matura, T., (Ed.) China and Central Europe: Success or Failure? NUPS, Budapest, 2019, pp. 45–67.
- The institutional environment and economic growth in transition countries, (co-author Marko Tmusic) in Zoltan A. (Ed.). Varieties of Transition. Corvinus University of Budapest, 2018, pp. 29–52.
- China’s Belt and Road Initiative – Connecting and Transforming Project. In Yu, Cheng, Song Lilei, (Ed.). The Belt & Road Initiative in the Global Arena – Chinese and European Perspectives. Macmillan Publishers Ltd., 2018, London, pp. 26–46.
- USA President Trump’s first Asian Tour – From ‘America First’ to Indo-Pacific, Asian Issues, Institute for Asian Studies, Belgrade, ISSN 2217-8813. 3  (1):  7-25/2017.
- The Belt and Road: China’s Ambitious Initiative. China International Studies, Beijing, ISSN 1673-3258, 2016, No. 59 (July/August), 2016, pp. 76–95.
- “Sixteen Plus One” in 2015/2016 – Upgrading, Framing and Stepping up Cooperation.  Asian Issues, Institute for Asian Studies, Belgrade, ISSN 2217-8813. 2  (1):  7-23/2016.
- The Suzhou Summit: Upgrading of the 16+1 Cooperation. In: Islam, Shada (Ed.). EU-China relations: New Directions, New Priorities, Discussion Paper. Brussels: Friends of Europe, 2016, pp. 139–141.
- China’s Silk Strategy and Eurasian Regional Cooperation. In: International Economic Forum on Reform: Transition and Growth. Guangzhou: Jinan University Press, 2016, str. 21-46.
- One Belt, One Road – An Initiative for Connecting and Remodelling the World. In: Symposium on The Silk Road and Interactions among Civilizations. Beijing: Center for Study of Civilizations, Capital Normal University, 2015, pp. 3–4
- China’s Silk Road Strategy and Eurasian Regional Cooperation. In: Conference Handbook: The 1st International Economic Forum, Transition and Growth: November 7, Guangzhou: Jinan University, 2015, p. 12
- Northeast Asia Peace and Cooperation Initiative and Korean Peninsula. In: Confidence building in Korean peninsula and the Balkans: Looking for a New Approach and the Helsinki Process. Belgrade, September 2015, Belgrade: Embassy of the Republic of Korea: East West Bridge, 2015, pp. 41–44.
- “Abe Doctrine and Japan’s Foreign Policy“, The Review of International Affairs, January-March 2015, IIPE, Belgrade, UDK 327, ISSN 0486-6096. LXVI  (1157):  5-26, (2015).
- “China in the Western’s East and Beyond: Politics and Economics of the China Plus Sixteen Cooperation Framework“, Serbian Political Thought, 2/2014, IPS, Belgrade, ISSN 1450-5460, UDK 32, Year VI Vol, 10, (2014), pp. 19–51.
- „Geopolitika kineske energetske strategije u Centralnoj Aziji“,Srpska politička misao, 2/2014, IPS, Belgrade, ISSN 0354-5989, XXI Vol. 44, (2014), pp. 133–155.
- ”Political Economy of the Chinese Investments in Eastern, Central and South-East Europe“, Budapest, Asian Studies, 2013, ISSN 2064-2334. – . 2  167-185.
- “La Politica Cinese Verso l’Europa Sud-Orientale“, Orizzonte Cina– ISSN 2280-8035 – Marzo (2013),  3-4. 327  (510):
- „Geopolitičke posledice kineske energetske strategije u Centralnoj Aziji“/ str. 192-194, u: Srbija i evroazijski geopolitički prostor. стр. , 177—194. ISBN 978-86-7419-268-9.. /ed. M. Stepić – Belgrade, IPS. . – (2013).
- “Global governance, Global Crisis-The Role of China and Emerging Countries“. The Changing world and China development. 92. 2013. ISBN 978-7-5117-1653-8.– Beijing : China center for contemporary world studies. . –  80-99, 339.,
- “Abe Doctrine and its impact on East Asian Cooperation”, East Asia Reginal Mechanisms and the Trends of Economic Cooperation: Hungary, Budapest, 11-12 December, 2013. Budapest: The Hungarian Institute of International Affairs, 2013.
- “New Opportunities for China-CEEC Relations“, Speech at High-Level Symposium of Think Tanks of China and Central and Eastern European Countries, China, Beijing, 19-20 December 2013. Beijing: Cooperation between China and Central Estern European Countries (CEEC): China Foundation for Interntional Studies (CFIS), 2013.
- “PR China’s border issues within the Framework of Modernization and Opening Up“, IMPP, Belgrade, 2011. in The Meaning of Borders and Border Issues in the Age of Globalization: Europe and Asia, DIMITRIJEVIC, Dusko, MITROVIC, Dragana and LADJEVAC I. (ed.), IIPE, Belgrade, 2012.
- Western Balkans: From Stabilisation to Integration, Antevski, Miroslav and Mitrovic, Dragana (ed.), IIPE, Belgrade 2012.
- “PR China’s Border Issues during the period of the Reform and Opening policy“, in: DIMITRIJEVIĆ, Duško (ed.), LAĐEVAC, Ivona (ed.). Japan and Serbia: regional cooperation and border issues: a comparative analysis. Belgrade: Institute of International Politics and Economics, 2012, pp. 77–90.
- “PR China’s Border Issues within the Framework of Modernization and Opening Up“, Lingua-culture contextual studies in ethnic conflicts of LiCCOSEC, Osaca, Japan, 2011, No. 17, pp. 76–89.
- „Кинеска политика према Западном Балкану – југоисточној Европи“, у: СИМИЋ, Драган Р. (ур.). Интеграција Западног Балкана у мрежу глобалне безбедности. Београд: Удружење за студије САД у Србији: Чигоја штампа, 2011, стр. 265-272.
- “ Significance and limits of the FDI in China’s reform and opening up policy implementation. У: ANTEVSKI, Miroslav (Ed.). Development Potentials of Foreign Direct Investment: international experiences. Belgrade: Institute of international politics and economics, 2011, pp. 33-50.
- „Извори и границе кинеске моћи“, Анализа политике, 2011, бр. 1, стр. 58-63.
- „Кина: уклањање предрасуда“, у: ЕРДЕЉАН, Боривој (ур.). Србија и свет: зборник радова. Београд: Европски покрет у Србији, 2010, стр. 39-48.
- “Serbia – PR China Bilateral Relations”,Foreign Policy of Serbia – Bilateral and Multilateral Relations (conference and paper), European Movement in Serbia, Forum for International Relations, Belgrade, 2010.
- „Модели продубљивања сарадње са НР Кином и земљама централне и источне Азије“,у: СТОЈИЋ КАРАНОВИЋ, Едита (ур.), ЈАНКОВИЋ, Слободан (ур.). Елементи стратегије спољне политике Србије. Београд: Институт за међународну политику и привреду, 2009, стр. 25-28.
- „Актуелни проблеми изградње мреже социјалног старања у Азији“, Годишњак ФПН 2009, Година III • Број 3 • Децембар 2009. ISSN :1820-6700, стр. 585-601.
- „Светска економска криза – једно виђење”, САНУ, Београд, 2010.
- “Aims and Scope of New Asian Security and economic structures”, International Issues, FLU, Beijing, Spring Issue, 2008.
- „Реформе система социјалног старања у савременој Кини – политичка економија реформе система социјалног старања у НР Кини на почетку XXI века“, стр. 203-224, СОЦИЈАЛНА ПОЛИТИКА И СОЦИЈАЛНЕ РЕФОРМЕ (монографија), ФПН, Београд, 2007.
- „Шангајска организација за сарадњу – настанак, циљеви и домети нове безбедносно-економске структуре (Централне) Азије“, Институт за политичке студије, Београд, стр. 219-242., Српска политичка мисао,бр. 1-2, Београд, 2007.
- „ШОС – проблеми и перспективе развоја“, Институт за политичке студије, Београд, стр. 125-142., Српска политичка мисао, бр. 3-4, Београд, 2007.
- „Билатерални односи Србије и Црне Горе и Народне Републике Кине: генеза, развој и перспективе“, Међународна политика, бр.1118-1119, (стр.15-24), април-септембар, 2005., (српско и енглеско издање) Београд.
- “The Strategic-Security Position of China After September 11, 2001“, Centre for Civil-Military Relations, Belgrade, 03. June 2005 – Occasional Paper No. 12, http://www.ccmr-bg.org/cms/view.php?id=1849%5B%5D
- „Црна Гора и Србија – поглед у будућност из економског угла“, (апстракт у зборнику са националног научног скупа, стр. 80-83) Фондација Фридрих Еберт, Београд, 2001.
- „Србија и Црна Гора пред искушењима пост-развојног света“, ТОКОВИ ЕКОНОМСКО-СОЦИЈАЛНОГ ПРЕОБРАЖАЈА, Центар за друштвено-економске студије, зборник радова, ФПН, Београд, стр.129-156, 2000.
- „Настанак и развој кинеске политике реформи и отварања према свету“, МЕЂУНАРОДНИ ПОЛИТИЧКИ ПОКРЕТИ, зборник радова, ФПН, Београд, стр.167-200, 1999.
- „Неки правци преображаја савременог тржишног друштва и одговарајуће промене у земљама у развоју“,ПОЛИТИКА И ЕКОНОМСКИ И СОЦИЈАЛНИ ПРОЦЕСИ, Центар за друштвено-економске студије, Београд, ФПН, стр. 75-82, 1999.
- „Неки аспекти и правци трансформације савременог тржишног друштва“, ЗБОРНИК СОЦИЈАЛНОГ РАДА, Факултет политичких наука, Београд, стр.107-117, 1998.
- „Друштвено-економске и политичке импликације нараслих социјалних тензија утранзиционим земљама источне и централне Европе и Југославије“, СОЦИЈАЛНЕ ТЕНЗИЈЕ И ДРУШТВЕНЕ ИМПЛИКАЦИЈЕ, (научни скуп и зборник) ЦЕМЕС, Факултет политичких наука, Београд, 1998, стр.87-97.
- „Some problems of transition in Central and Eastern Europe“, TRANSITION IN CENTRAL AND EASTERN EUROPE, I&II, YASF and SCC, Belgrade, 1997.
- „Неки проблеми транзиције СР Југославије у светлу искустава НР Кине и европских постсоцијалистичких земаља“, КА САВРЕМЕНОМ ДРУШТВУ – ПРОЦЕСИ ТРАНЗИЦИЈЕ, зборник радова, Факултет политичких наука, Центар за друштвено економске студије, Београд, 1997, стр. 219-232.
- „Неки проблеми транзиције Југославије и других постсоцијалистичких друштава“, Социјални рад и социјална политика, Зборник радова III, Универзитет у Београду, Факултет политичких наука, Београд, 1997, стр. 183-191.
- „Проблем поновног уједињења Кине и његов значај“, Финансије, бр.5-6, Београд, 1997, стр. 468-487.
- „Социјално – економски аспекти политике реформи у НР Кини 1978-1995.“, Социјални рад и социјална политика, Зборник радова II, Универзитет у Београду, Факултет политичких наука, Београд, 1996, стр.75-87.
- „У трагању за новом концепцијом развоја“, Пословни циклус, децембар, Београд, 1995.
- „Реформа кинеске пољопривреде – основни проблеми и почетак преображаја (1978—1984)“,Економика пољопривреде, бр. 3, 1995.
- „Проблеми приватизације државних предузећа у НР Кини“,Финансије, 7-8, 1995, Београд, стр. 480-493.
- „Улога приватних предузећа у преображају кинеске пољопривреде“, Економски анали, бр. 124, април-јуни, 1995, Београд, стр. 121-131.
- „НР Кина на прагу XXI века“,Међународна политика, бр. 1033, 1. ВИ 1995. године, Београд
- „Кинеско – америчка сучељавања (I)“, Економска политика, 7. децембар 1993. године, Београд
- „Кинеско – америчка сучељавања (II)“, Економска политика, 14. децембар, 1993. године, Београд
- „Настављање неразумевања“, Економска политика, бр. 11. март, 1991. године, Београд.
- „Преговори без краја“,Економска политика, бр. 18. март, 1991. године, Београд
- „Врата се полако отварају“, Економска политика, бр. 2. јули 1990, Београд